# Maesa ferruginea
Maesa ferruginea är en viveväxtart som beskrevs av Elmer Drew Merrill. Maesa ferruginea ingår i släktet Maesa och familjen viveväxter. Inga underarter finns listade i Catalogue of Life.